# La pace fra la virtù e la bellezza
La pace fra la virtù e la bellezza (deutsch: „Der Frieden zwischen Tugend und Schönheit“) ist ein Libretto zu einer Azione teatrale in einem Akt von Pietro Metastasio. Die erste Vertonung von Luca Antonio Predieri wurde zum Namenstag der Erzherzogin Maria Theresia am 15. Oktober 1738 im großen Vorzimmer der kaiserlichen Residenz in Wien aufgeführt.

## Handlung

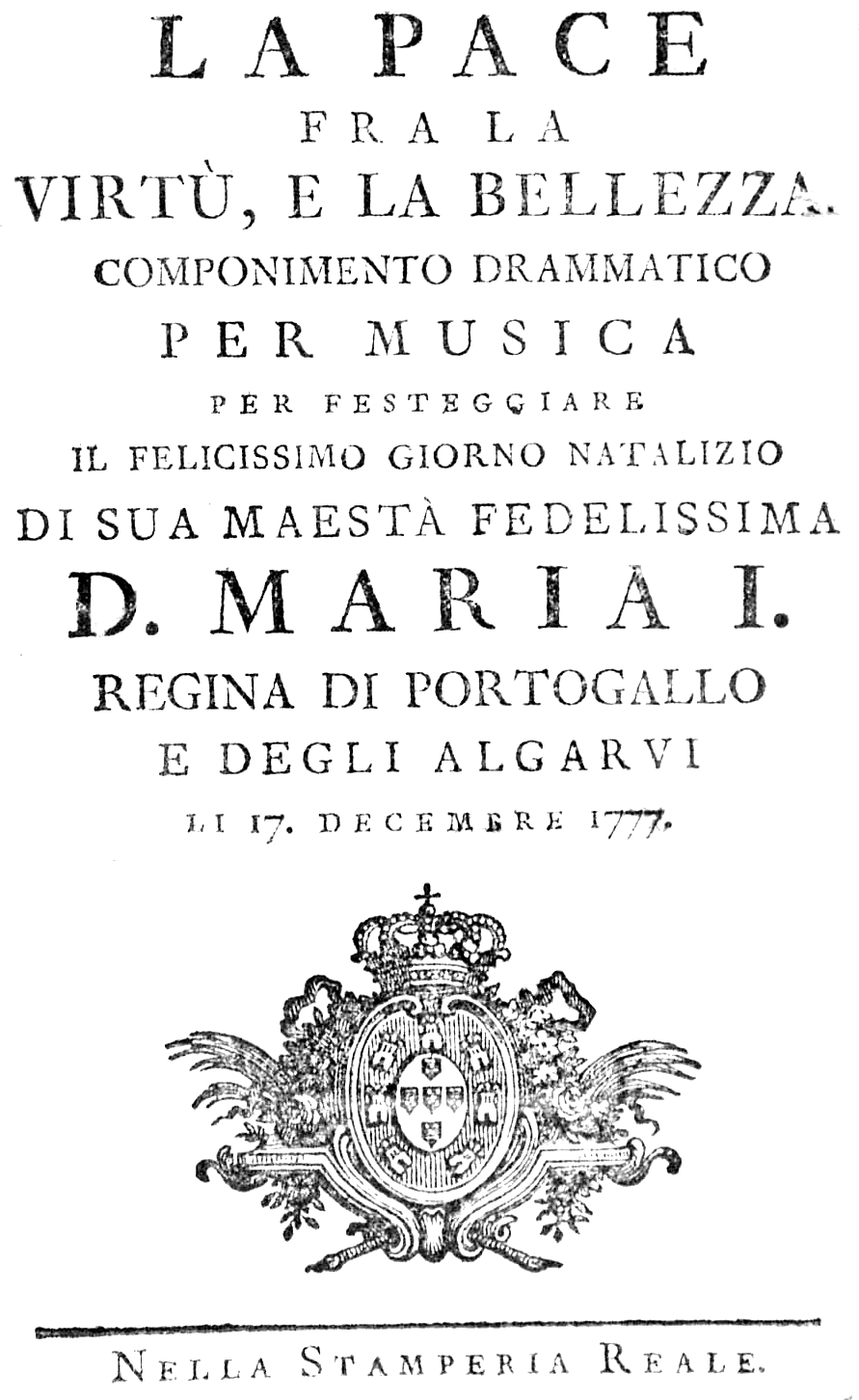
Titelblatt des Librettos, Musik von Davide Perez, Lissabon 1777

Die Handlung ist eine Fortsetzung des Mythos vom Urteil des Paris. Paris sollte entscheiden, welche der drei Göttinnen Aphrodite (Venus), Athene (Pallas) oder Hera die schönste sei. Er entschied sich für Aphrodite und übergab ihr einen goldenen Apfel als Preis.
Zu Beginn fragt Amor seine Mutter Venus nach dem Grund für ihre schlechte Laune. Es ist der Namenstag Theresas (der Erzherzogin Maria Theresia), und ihr war von Jupiter die Aufgabe übertragen worden, dieser die guten Wünsche der Schicksalsmächte zu überbringen. Venus erklärt, dass Pallas, die sich schon seit Paris’ Entscheidung feindselig verhalte, ihr diese Aufgabe streitig mache und darin von vielen anderen Göttern unterstützt werde. Jupiter lehne es ab, zwischen seinen beiden Töchtern zu wählen und überlasse die Entscheidung zwei von diesen gewählten Schiedsrichtern. Pallas werde dabei von Apollon vertreten, und Venus von Mars.
Pallas, Apollon, Mars und weitere Götter kommen, um den Streit zu beenden. Venus möchte jedoch ihren Ruhm verteidigen und Pallas sich für das begangene Unrecht rächen. Als Amor sich für seine Mutter einsetzt, wird er von Pallas beschimpft. Sie verlangt, dass man ihn entferne, weil er den Richter verwirren und neue Streitigkeiten beginnen werde. Die Götter gestatten ihm jedoch, als stummer Zuschauer zu bleiben, und Amor verspricht, sich daran zu halten.
Weil Jupiter zuerst Venus beauftragt hatte, darf sie ihr Anliegen auch als Erste vortragen. Sie fühlt sich jedoch im Vergleich zur beredsamen und kriegerischen Pallas benachteiligt und bittet um die Unterstützung der anderen Götter. Sie habe ihre Ehre mit viel Mühe erkämpft. Die Schönheiten Teresas seien das Ergebnis ihrer harten Arbeit. Man könne sich davon selbst überzeugen, wenn man zur Ister gehe und Teresa dort beobachte. Pallas Antwort, in der sie Teresas Schönheit bestätigt, wird von Amor unterbrochen. Er behauptet, Teresa selbst bereits einige Male wegen ihrer Schönheit für seine Mutter gehalten zu haben. Für seine Einmischung wird er von Pallas und Apollon zurechtgewiesen. Pallas erklärt nun, ebenfalls viele von Teresas Gaben erwirkt zu haben, nämlich ihr geistreiches Wesen, ihre Sprachbegabung, ihre künstlerischen Talente, ihr umfangreiches Wissen in Geographie, Astronomie, Geschichte und Rechtskunde und alle ihre Tugenden.
Apollon erklärt, dass ihm die Wahl schwerfalle. Beide haben unterschiedliche Waffen, aber die gleiche Überzeugungskraft. Auch Mars ist unsicher. Es sei noch unklar, ob die Welt mehr die Schönheit oder die Tugend ehre. Venus und Pallas bekräftigen erneut ausführlich den Wert ihrer jeweiligen Gaben. Ihr Streitgespräch mündet schließlich in ein Duett über die positive oder negative Wesensart der Liebe.
Apollon und Mars können sich immer noch nicht für eine von ihnen entscheiden. Die einzige Lösung sei es, die beiden zu Freundinnen zu machen, so wie auch in Teresa beider Gaben vereinigt seien. Pallas und Venus lassen sich davon überzeugen und fallen einander schwesterlich in die Arme. Amor kann nun nicht länger schweigen. Er verspreche sich viel von diesem Bündnis. Es gebe aber immer noch einen ungelösten Streitpunkt, nämlich den Apfel, den Venus von Paris erhalten hatte. Da Teresa unbestritten viel schöner sei als Venus, gebühre ihr dieser Preis, und er sei bereit, ihn ihr zu übergeben. Nachdem Venus und Pallas ihr Einverständnis erklärt haben, besingt Amor seine eigene Weisheit. Venus fordert abschließend die Götter auf, zur Ehrung Teresas mitzukommen. In ihrem Rezitativ und ihrer letzten Arie wünscht sie ihr gleichnishaft zahlreiche Nachkommen. Amor erklärt in seinem letzten Einwurf, dass er bereits einen eigenen Platz in Teresas schönen Augen gefunden habe – eine Anspielung an die Liebe Maria Theresias zu ihrem Gatten Franz von Lothringen. Ein gemeinsamer hoffnungsfroher Schlusschor beendet das Werk.

## Geschichte
La pace fra la virtù e la bellezza ähnelt seinem Vorgängerwerk Il Parnaso accusato e difeso in einigen Punkten. In beiden Fällen gibt es fünf Charaktere, und eine szenische Handlung fehlt völlig. Den Ausgangspunkt beider Werke bildet der Anlass der höfischen Feier. Während es in Il Parnaso accusato e difeso jedoch einen ästhetischen und moralischen Hintergrund gab, beschränkt sich La pace fra la virtù e la bellezza auf den Lobpreis der Schönheit und Tugend Maria Theresias. Die einzige Belebung bildet die wiederholte Einmischung Amors. Eine derartig direkte Huldigung ist untypisch für Metastasio Werk. Ein Grund könnte darin liegen, dass es der erste Text ist, den er zu Ehren der von ihm bewunderten Erzherzogin schrieb, die zuvor lediglich als Interpretin in ihren Eltern gewidmeten Werken mitwirkte. Möglicherweise wollte er auch angesichts der angespannten politischen Situation gegen Ende des Polnischen Thronfolgekriegs und den Problemen bei der Durchsetzung der Pragmatischen Sanktion darauf hinweisen, dass er Maria Theresia für würdig hielt, die Nachfolge ihres Vaters auf dem österreichischen Kaiserthron anzutreten – worauf auch die Wortwahl des Schlusschores hindeutet („Questo giorno che tanto s’onora, / È l’aurora d’un dì più seren“ – „Dieser so geehrte Tag ist die Morgenröte eines noch heitereren Tages“).
Ludwig van Beethoven verwendete den Text des Duetts von Venus und Pallas „Odi l’aura che dolce sospira“ als Grundlage seines Duetts Lebens-Genuss, Op. 82 Nr. 5.

## Vertonungen
Folgende Komponisten vertonten dieses Libretto:
| Komponist             | Uraufführung                                                 | Aufführungsort   | Anmerkungen |
| --------------------- | ------------------------------------------------------------ | ---------------- | --- |
| Luca Antonio Predieri | 15. Oktober 1738, großes Vorzimmer der kaiserlichen Residenz | Wien             | „festa di camera“ zum Namenstag der Erzherzogin Maria Theresia; auch 1751 in Braunschweig als „componimento drammatico“ zum Geburtstag von Philippine Charlotte von Braunschweig-Lüneburg |
| Antonio Bioni         | 22. Oktober 1739?                                            | Wien             | „Serenata“, Widmung an Maria Theresia, vermutlich nicht aufgeführt |
| Andrea Adolfati       | 1. Januar 1746, Hoftheater                                   | Modena           | „divertimento da camera“; Libretto bearbeitet von Leporati |
| Baldassare Galuppi    | 28. Juni 1766                                                | Sankt Petersburg | zum Jahrestag der Thronbesteigung der Zarin Katharina II. |
| Davide Perez          | 17. Dezember 1777                                            | Lissabon         | „componimento drammatico“ zum Geburtstag der Königin Maria I. von Portugal |

## Digitalisate
1. ↑  Libretto (italienisch) der Serenata von Luca Antonio Predieri, Wien 1738. In: Opere drammatiche, Volume Quarto, Venedig 1747, als Digitalisat bei Google Books.
2. ↑  Libretto (italienisch)  der Oper von David Perez, Lissabon 1777. Digitalisat im Corago-Informationssystem der Universität Bologna.